# Opération retour
 (mars 2022).
Si vous disposez d'ouvrages ou d'articles de référence ou si vous connaissez des sites web de qualité traitant du thème abordé ici, merci de compléter l'article en donnant les références utiles à sa vérifiabilité et en les liant à la section « Notes et références ».
Pour plus de détails, voir Fiche technique et Distribution.
Opération retour est un film documentaire québécois réalisé par Luc Côté, sorti en 2005.

## Synopsis
Les soldats canadiens n’échappent pas aux effets des horreurs de la guerre. Les excès de toutes sortes auxquels ils sont confrontés dans missions de maintien de la paix du Canada, comme dans les missions plus offensives, sont en deçà de toute parole. Au retour, pour plusieurs d’entre eux c’est le stress post-traumatique. Incapables de retrouver leur vie d’avant, rendus handicapés comme militaire, l’armée ne leur réserve pas un sort enviable. Le documentaire s’appuie sur les témoignages de cinq soldats (une femme et quatre hommes) rescapés de la guerre, vivant au jour le jour le syndrome de stress post-traumatique. En souhaitant une évolution de la perception et du traitement de ces dommages de guerre, le documentaire en appelle à la responsabilité nationale.

## Fiche technique
- Titre : Opération retour
- Réalisation : Luc Côté
- Scénario : Mark Blandford
- Musique : Robert Marcel Lepage
- Photographie : François Beauchemin
- Montage : René Roberge
- Production :
- Société de production :
- Pays :  Canada
- Genre : Documentaire
- Durée : 51 minutes
- Dates de sortie : 
  -  Canada : mai 2005